# Prix Willard-Gibbs
Le prix Willard-Gibbs (Willard Gibbs Award) a été fondé en 1910 par William A. Converse. Cette récompense est décernée « à un éminent chimiste qui [...] a apporté au monde des avancées permettant à chacun de vivre plus confortablement ainsi que d'avoir une meilleure compréhension du monde. » Les lauréats de ce prix reçoivent une médaille en or de 18 carats, la Willard Gibbs Medal. Ce prix est nommé en l'honneur de Willard Gibbs, un chimiste américain du XIXe siècle. Actuellement, ce prix est financé par la section de Chicago de l'American Chemical Society.

## Liste des lauréats
- 1911 : Svante Arrhenius
- 1912 : Theodore William Richards
- 1913 : Leo Baekeland
- 1914 : Ira Remsen
- 1915 : Arthur Amos Noyes
- 1916 : Willis R. Whitney (en)
- 1917 : Edward W. Morley
- 1918 : William Merriam Burton
- 1919 : William A. Noyes
- 1920 : Frederick G. Cottrell
- 1921 : Marie Curie
- 1922 : non attribué
- 1923 : Julius Stieglitz
- 1924 : Gilbert N. Lewis
- 1925 : Moses Gomberg (en)
- 1926 : James Irvine
- 1927 : John Jacob Abel (en)
- 1928 : William Draper Harkins
- 1929 : Claude Hudson
- 1930 : Irving Langmuir
- 1931 : Phoebus Levene
- 1932 : Edward Curtis Franklin
- 1933 : Richard Willstatter
- 1934 : Harold Clayton Urey
- 1935 : Charles A. Kraus
- 1936 : Roger Adams
- 1937 : Herbert Newby McCoy (en)
- 1938 : Robert R. Williams
- 1939 : Donald Van Slyke (en)
- 1940 : Vladimir Ipatieff
- 1941 : Edward A. Doisy
- 1942 : Thomas Midgley Jr.
- 1943 : Conrad Elvehjem
- 1944 : George O. Curme Jr.
- 1945 : Frank C. Whitmore
- 1946 : Linus Pauling
- 1947 : Wendell M. Stanley
- 1948 : Carl F. Cori
- 1949 : Peter J. W. Debye
- 1950 : Carl Shipp Marvel (en)
- 1951 : William Francis Giauque
- 1952 : William Cumming Rose (en)
- 1953 : Joel Henry Hildebrand (en)
- 1954 : Elmer Keiser Bolton (en)
- 1955 : Farrington Daniels
- 1956 : Vincent du Vigneaud
- 1957 : W. Albert Noyes Jr.
- 1958 : Willard F. Libby
- 1959 : Hermann Irving Schlesinger
- 1960 : George Kistiakowsky
- 1961 : Louis Plack Hammett
- 1962 : Lars Onsager
- 1963 : Paul D. Bartlett
- 1964 : Izaak M. Kolthoff
- 1965 : Robert S. Mulliken
- 1966 : Glenn T. Seaborg
- 1967 : Robert Burns Woodward
- 1968 : Henry Eyring
- 1969 : Gerhard Herzberg
- 1970 : Frank Westheimer (en)
- 1971 : Henry Taube
- 1972 : John Tileston Edsall
- 1973 : Paul John Flory
- 1974 : Har Gobind Khorana
- 1975 : Herman Mark
- 1976 : Kenneth Pitzer
- 1977 : Melvin Calvin
- 1978 : William O. Baker
- 1979 : E. Bright Wilson
- 1980 : Frank Albert Cotton
- 1981 : Bert L. Vallee (en)
- 1982 : Gilbert Stork
- 1983 : John D. Roberts
- 1984 : Elias J. Corey
- 1985 : Donald J. Cram
- 1986 : Jack Halpern
- 1987 : Allen J. Bard
- 1988 : Rudolph A. Marcus
- 1989 : Richard Barry Bernstein
- 1990 : Richard Zare
- 1991 : Günther Wilke
- 1992 : Harry B. Gray
- 1993 : Peter Dervan (en)
- 1994 : M. Frederick Hawthorne
- 1995 : John Meurig Thomas (en)
- 1996 : Fred Basolo
- 1997 : Carl Djerassi
- 1998 : Mario J. Molina
- 1999 : Lawrence F. Dahl (en)
- 2000 : Nicholas Turro (en)
- 2001 : Tobin J. Marks
- 2002 : Ralph Hirschmann (en)
- 2003 : John Isaiah Brauman (en)
- 2004 : Ronald Breslow
- 2005 : David A. Evans
- 2006 : Jacqueline Barton
- 2007 : Sylvia T. Ceyer (en)
- 2008 : Carolyn R. Bertozzi
- 2009 : Louis E. Brus
- 2010 : Maurice Brookhart
- 2011 : Robert G. Bergman
- 2012 : Mark Ratner (en)
- 2013 : Charles M. Lieber
- 2014 : John E. Bercaw (en)
- 2015 : John F. Hartwig (en)
- 2016 : Laura L. Kiessling
- 2017 : Judith Klinman
- 2018 : Cynthia Burrows (en)
- 2019 : Marcetta Y. Darensbourg (en)
- 2020 : Zhenan Bao
- 2021 : Sharon Hammes-Schiffer (en)
- 2022 : Joseph Francisco (en)
- 2023 : Jennifer Doudna